# Білгород-Дністровський район (1940—2020)
Бі́лгород-Дністро́вський райо́н (у 1940–1957 рр. — Лиманський район) — колишній район Одеської області України. Районний центр: Білгород-Дністровський.

## Загальні відомості
На півночі району проходить державний кордон України з Молдовою. На північному сході та на сході територія району обмежена водами Дністровського лиману, на півдні — Чорним морем. Межує на заході з Саратським, на південному заході — Татарбунарським, по Дністру — з Біляївським, а вздовж Дністровського лиману — з Овідіопольським районами області.
Площа сільськогосподарських угідь району станом на 01.01.2005 року становить 132744 гектарів, в тому числі орних земель — 118474 га, сіножатей — 4373 га, пасовищ — 313 га. Землі промисловості, транспорту, зв'язку, енергетики і оборони займають 3965 тис. га, оздоровчого призначення — 141 га, рекреаційного призначення — 101 га, лісового фонду — 5,5 тис. га, водного фонду — 29,5 тис. га (лиман — 27,5, ставки — 0,9, річки — 0,7, канали — 0,4 тис.га), житлового і громадського будівництва — 6,1 тис. га.
Адміністративний, господарський і культурний центр Білгород-Дністровського району розташований у місті обласного підпорядкування Білгород-Дністровському.

## Географія
Білгород-Дністровський район розташований у південно-західній частині Одеської області України. Площа району становить 185,2 тисяч гектар. Район омивається Чорним морем і Дністровським лиманом, територією району протікають річки Дністер, Алкалія, Каплань. На території району розташований Будацький лиман.
Територія району лежить у межах Причорноморської низовини. Район відрізняється характерним фактором для південних степових районів України — відсутністю природних лісових масивів. Поверхня на півночі — хвиляста рівнина, на півдні — плоска лиманно-морська рівнина, слабо розчленована долинами та балками. Переважають південні чорноземи.
Корисні копалини — будівельні матеріали (будівельний камінь, вапняки, піски), а також лікувальні грязі Будацького лиману, є джерела мінеральних вод. Основна водна артерія — річка Дністер та її рукав Турунчук. Річки Хаджидер, Алкалія, Каплань та інші, які влітку пересихають.

## Історія
Утворений після приєднання Бессарабії до УРСР 7 серпня 1940 року як Лиманський район (з пласи Лиман (рум. Plasa Liman) жудеця Четатя-Албе) Аккерманської, з грудня 1940 Ізмаїльської, з лютого 1954 р. Одеської області; адміністративний центр — приміське с. Шабо та/або м. Аккерман. Перейменований 28 листопада 1957 року в Білгород-Дністровський район. У грудні 1962 року був приєднаний Старокозацький район.

## Демографія
Розподіл населення за віком та статтю (2001):
| Стать | Всього | До 15 років | 15-24 | 25-44 | 45-64 | 65-85 | Понад 85 |
| --- | ------ | ----------- | ----- | ----- | ----- | ----- | -------- |
| Чоловіки | 29 232 | 6541        | 4203  | 8587  | 7215  | 2607  | 79       |
| Жінки | 33 093 | 6494        | 4006  | 8739  | 8680  | 4903  | 271      |
| \| Статево-вікова піраміда \| Статево-вікова піраміда \| Статево-вікова піраміда \| \| ----------------------- \| ----------------------- \| ----------------------- \| \| Чоловіки \| Вік \| Жінки \| \| 79 \| 85 + \| 271 \| \| 211 \| 80-84 \| 519 \| \| 415 \| 75-79 \| 1140 \| \| 807 \| 70-74 \| 1549 \| \| 1174 \| 65-69 \| 1695 \| \| 1716 \| 60-64 \| 2292 \| \| 1384 \| 55-59 \| 1759 \| \| 1901 \| 50-54 \| 2151 \| \| 2214 \| 45-49 \| 2478 \| \| 2260 \| 40-44 \| 2425 \| \| 2119 \| 35-39 \| 2172 \| \| 1999 \| 30-34 \| 1991 \| \| 2209 \| 25-29 \| 2151 \| \| 1997 \| 20-24 \| 1947 \| \| 2206 \| 15-20 \| 2059 \| \| 2593 \| 10-14 \| 2627 \| \| 2151 \| 5-9 \| 2143 \| \| 1797 \| 0-4 \| 1724 \| |        |             |       |       |       |       |          |
| Статево-вікова піраміда |        |             |       |       |       |       |          |
| Чоловіки | Вік    | Жінки       |       |       |       |       |          |
| 79 | 85 +   | 271         |       |       |       |       |          |
| 211 | 80-84  | 519         |       |       |       |       |          |
| 415 | 75-79  | 1140        |       |       |       |       |          |
| 807 | 70-74  | 1549        |       |       |       |       |          |
| 1174 | 65-69  | 1695        |       |       |       |       |          |
| 1716 | 60-64  | 2292        |       |       |       |       |          |
| 1384 | 55-59  | 1759        |       |       |       |       |          |
| 1901 | 50-54  | 2151        |       |       |       |       |          |
| 2214 | 45-49  | 2478        |       |       |       |       |          |
| 2260 | 40-44  | 2425        |       |       |       |       |          |
| 2119 | 35-39  | 2172        |       |       |       |       |          |
| 1999 | 30-34  | 1991        |       |       |       |       |          |
| 2209 | 25-29  | 2151        |       |       |       |       |          |
| 1997 | 20-24  | 1947        |       |       |       |       |          |
| 2206 | 15-20  | 2059        |       |       |       |       |          |
| 2593 | 10-14  | 2627        |       |       |       |       |          |
| 2151 | 5-9    | 2143        |       |       |       |       |          |
| 1797 | 0-4    | 1724        |       |       |       |       |          |

Однією з ознак району є його велика протяжність. До його складу входить 57 населених пунктів, що об'єднані у 27 сільських рад. За даними Всеукраїнського перепису населення 2001 року кількість населення району становить 62255 чоловік, з них 29191 чоловіки (46,9%), 33064 — жінки (53,1%). Останніми роками спостерігається незначне зменшення чисельності населення. За національним складом у районі мешкає українців - 81,9%, росіян — 8,8%, молдован — 6,3%, болгар — 1,2%.
Станом на січень 2015 року кількість мешканців району становила 60 718 осіб, з них міського населення — 0 осіб (селища міського типу Затока та Сергіївка підпорядковані Білгород-Дністровській міськраді і до складу району не входять), сільського — 60 718 осіб.
Трудові ресурси становлять 29655 чоловік. В народному господарстві району зайнято 22817 чоловік, в тому числі:
- у промисловості — 9,5% усіх зайнятих у народному господарстві району;
- у будівництві —- 2,8%;
- у сільському господарстві — 57,4%;
- в інших галузях — 30,3%.

Етномовний склад населених пунктів району за переписом 2001 р. (рідна мова населення)
|                              | українська | російська | молдовська | болгарська |
| ---------------------------- | ---------- | --------- | ---------- | ---------- |
| Білгород-Дністровський район | 80,8       | 13,0      | 5,0        | 0,6        |
| с. Адамівка                  | 90,4       | 7,3       | 0,9        | 0,9        |
| с. Авидівка                  | 96,5       | 2,6       | -          | 0,4        |
| с. Благодатне                | 93,0       | 1,7       | 4,2        | 0,8        |
| с. Андріївка                 | 88,9       | 10,4      | 0,3        | 0,2        |
| с. Розкішне                  | 88,0       | 12,0      | -          | -          |
| с. Бритівка                  | 77,3       | 21,3      | 0,2        | 1,0        |
| с. Вигон                     | 91,2       | 7,9       | 0,1        | 0,1        |
| с. Польове                   | 100,0      | -         | -          | -          |
| с. Черкеси                   | 98,0       | 0,7       | 0,3        | 0,3        |
| с. Великомар'янівка          | 93,2       | 3,5       | 1,9        | 0,1        |
| с. Долинівка                 | 83,2       | 9,0       | 3,2        | 4,1        |
| с. Володимирівка             | 94,6       | 3,1       | 2,2        | -          |
| с. Дальнічень                | 89,1       | 4,4       | 5,5        | 0,6        |
| с. Чистоводне                | 95,6       | 0,8       | 3,3        | 0,1        |
| с. Випасне                   | 90,5       | 7,0       | 1,2        | 0,5        |
| с. Сухолужжя                 | 92,7       | 5,2       | 0,5        | 0,5        |
| с. Козацьке                  | 85,3       | 3,1       | 11,0       | 0,3        |
| с. Карналіївка               | 87,2       | 5,9       | 1,7        | 0,4        |
| с. Красна коса               | 92,4       | 3,8       | 3,6        | 0,1        |
| с. Крутоярівка               | 1,3        | 4,4       | 92,7       | 0,1        |
| с. Маразліївка               | 94,6       | 4,3       | 0,7        | 0,3        |
| с. Зелене                    | 91,6       | 7,2       | -          | 1,2        |
| с. Олексіївка                | 70,7       | 24,0      | 3,1        | 1,5        |
| с. Полянка                   | 95,4       | 3,5       | 1,2        | -          |
| с. Романівка                 | 97,9       | 2,1       | -          | -          |
| с. Молога                    | 91,5       | 6,3       | 1,4        | 0,4        |
| с. Бикоза                    | 95,8       | 2,8       | 1,2        | -          |
| с. Нове                      | 82,4       | 11,8      | -          | -          |
| с. Садове                    | 83,9       | 9,1       | 4,3        | 1,7        |
| с. Монаші                    | 91,9       | 5,2       | 1,0        | 1,0        |
| с. Миколаївка                | 92,0       | 7,1       | 0,6        | 0,1        |
| с. Нова Царичанка            | 94,9       | 2,9       | 2,1        | -          |
| с. Петрівка                  | 92,0       | 3,9       | 3,8        | 0,1        |
| с. Підгірне                  | 94,7       | 1,7       | 2,5        | 0,2        |
| с. Приморське                | 88,8       | 9,7       | 0,9        | 0,5        |
| с. Вільне                    | 87,8       | 5,3       | 3,6        | 1,2        |
| с. Косівка                   | 78,3       | 15,9      | 5,0        | -          |
| с. Курортне                  | 86,8       | 11,0      | 0,8        | 0,3        |
| с. Попаздра                  | 86,1       | 7,0       | 6,4        | -          |
| с. Чабанське                 | 85,9       | 6,3       | 5,6        | 2,1        |
| с. Руськоіванівка            | 8,4        | 88,3      | 2,9        | 0,2        |
| с. Семенівка                 | 77,4       | 12,4      | 9,5        | 0,3        |
| с. Веселе                    | 84,8       | 4,7       | 8,2        | 0,6        |
| с. Гончарівка                | 75,1       | 7,5       | 15,5       | 1,9        |
| с. Південне                  | 78,8       | 7,8       | 11,6       | 1,1        |
| с. Салгани                   | 72,8       | 22,3      | 1,0        | 2,4        |
| с. Абрикосове                | 83,2       | 13,5      | 1,3        | 0,8        |
| с-ще Привітне                | 89,3       | 4,9       | 2,9        | 0,5        |
| с. Софіївка                  | 74,6       | 18,0      | 6,3        | 0,6        |
| с. Старокозаче               | 89,0       | 6,4       | 3,2        | 0,3        |
| с. Зеленівка                 | 96,1       | 2,8       | 1,1        | -          |
| с. Стара Царичанка           | 96,5       | 1,8       | 1,0        | 0,4        |
| с. Удобне                    | 91,9       | 3,0       | 4,7        | 0,1        |
| с. Шабо                      | 64,0       | 34,0      | 0,7        | 0,7        |
| с. Біленьке                  | 81,2       | 14,4      | 1,3        | 0,8        |
| с-ще Прибережне              | 72,2       | 25,1      | 0,4        | 1,2        |
| с. Широке                    | 97,9       | 1,3       | 0,4        | 0,1        |

## Економіка
В економіці району провідне місце належить сільському господарству.
На 01.01.2008 року в сільському господарстві району працюють 57 сільгосппідприємств, в тому числі 16 кооперативів, 18 приватних підприємств, 10 товариств з обмеженою відповідальністю, 4 акціонерних товариства, а також 279 фермерських господарства, 26 900 особистих підсобних господарств населення. В процесі проведення аграрної реформи власниками земельних сертифікатів у районі стали 19263 (97,1%) членів сільгосппідприємств, з них 19118 (96,3%) громадян змінили їх на державні акти на землю. Середній розмір земельного паю в умовних кадастрових гектарах в середньому по району склав 4,9 га. Чисельність власників майнових паїв становить 20663 осіб. Свідоцтво на право власності на майновий пай отримали 19262 (93,4%) селян.
Серед продукції, яка виробляється підприємствами району, переважають: зерно, овочі, виноград, м'ясо та молоко. Сільгосппідприємства району також займаються виробництвом гібридного насіння соняшника та кукурудзи.
Промисловий потенціал району представлений 13 підприємствами. В основному це підприємства харчової промисловості (становлять понад 90% всього промислового виробництва району), хімічної промисловості, машинобудівельної промисловості та інших галузей.
Серед промислової продукції, яка виробляється в районі переважає продукція виноробної промисловості (вина, коньяки), борошно, крупи, макаронні вироби, комбікорми, сири, масло вершкове, консервування овочів та фруктів, виробництво медичної тари, виробництво котлів та інша продукція.
Основні промислові підприємства:
- 1. ТОВ «Старокозацький сир» - с. Старокозаче
- 2. КП «Продтовари» — м. Білгород-Дністровський
- 3. ВАТ «Комбінат хлібопродуктів» — м. Білгород-Дністровський
- 4. ТОВ «Старокозацький винзавод» — с. Старокозаче,
- 5. ВАТ «Металіст» — с. Шабо
- 6. ВАТ «Цегельний завод» - с. Салгани
- 7. ЗАТ «Эллипс» — с. Салгани
- 8. КП «Агропромтехніка» — м. Білгород-Дністровський

## Транспорт
Територією району проходить автошлях E87.

## Соціальна сфера

### Навчальні заклади
44 загальноосвітніх шкіл, 37 дошкільних закладів, районна спортивна школа, районний ліцей, центр дитячої творчості.

### Медицина
Центральна районна лікарня, 7 дільничих лікарень, 1 амбулаторія, 40 ФАПів.

### Культура
45 бібліотек, 44 будинки культури, 17 клубів, 3 дитячі музичні школи.

## Пам'ятки історії та архітектури

### Пам'ятники воїнам-односельцям
Загиблим у роки Другої Світової війни в селах: Бикоза, Бритівка, Великомар'янівка, Вигон, Випасне, Турлаки, Гончарівка, Дальнічени, Козацьке, Карналіївка, Красна Коса, Крутоярівка, Маразліївка, Монаші, Миколаївка, Нова Царичанка, Петрівка, Південне, Підгірне, Приморське, Русько-іванівка, Садове, Семенівка, Стара Царичанка, Удобне, Чистоводне, Шабо, Широке.

### Братські могили загиблих воїнів
Другої Світової війни в селах: Бритівка, Карналіївка, Красна Коса, Монаші, Петрівка, Стара Царичанка, Старокозаче, Шабо, Раскошное.

### Пам'ятники монументального мистецтва
- Пам'ятник Т. Г. Шевченко в с. Адамівка;
- Пам'ятник М. І. Кутузову в с. Бритівка;
- Пам'ятник Ф. Е. Дзержинському в с. Приморське;
- Пам'ятник Г. І. Котовському в с. Крутоярівка;
- Пам'ятник О. В. Суворову в с. Петрівка.

### Пам'ятки археології
Курган «Попова могила» (Черняхівська культура III-IV ст. н. е.) в с. Біленьке.

### Історичні культові споруди

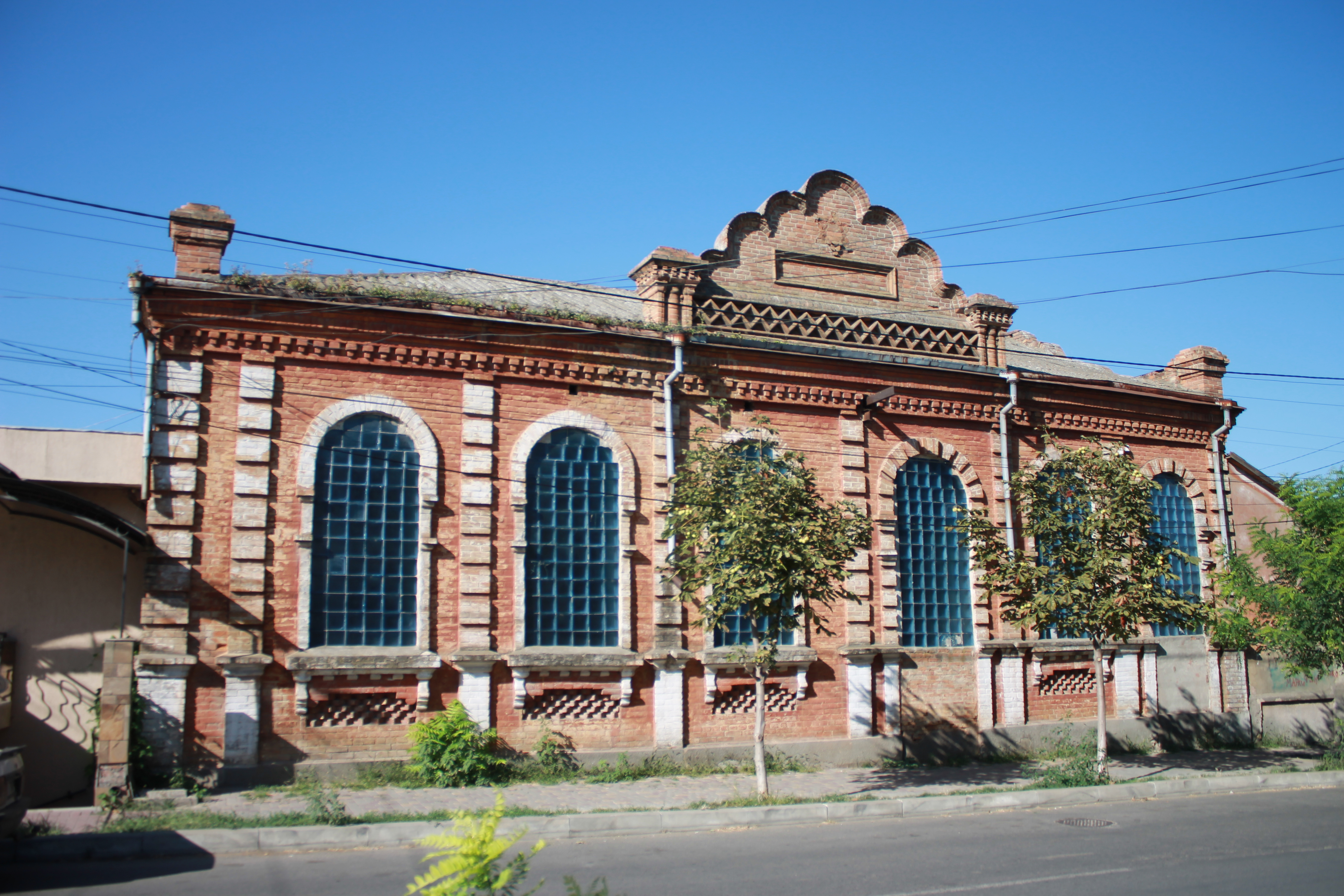
Синагога (Білгород-Дністровський)

- Свято-Михайлівська церква 1937 р.п. в с. Крутоярівка;
- Свято-Покровська церква 1904 р.п. в с. Старокозаче;
- Церква Дмитріївська 1777 р.п. в с. Петрівка;
- Свято-Миколаївська церква 1911 р.п. в с. Миколаївка;
- Церква Свято-Преображенська 18 ст. в с. Приморське;
- Свято-Покровська церква 1850 р.н. в с. Руська Іванівка;
- Свято-Миколаївська церква 1805 р.п. в с. Шабо;
- Церква Різдва Пресвятої Богородиці 1826 р.п. в с. Широке.

На території району створено ландшафтний заказник місцевого типу Лиманський.

## Видатні земляки
Заслужений працівник сільського господарства України: Македонська Катерина Іванівна.
Заслужений вчитель України: Гидирим Любов Андріївна

## Політика
25 травня 2014 року відбулися Президентські вибори України. У межах Білгород-Дністровського району були створені 54 виборчі дільниці. Явка на виборах складала — 45,80% (проголосували 20 774 із 45 360 виборців). Найбільшу кількість голосів отримав Петро Порошенко — 37,72% (7 835 виборців); Сергій Тігіпко — 19,88% (4 129 виборців), Юлія Тимошенко — 10,38% (2 157 виборців), Вадим Рабінович — 5,90% (1 225 виборців), Михайло Добкін — 5,20% (1 080 виборців). Решта кандидатів набрали меншу кількість голосів. Кількість недійсних або зіпсованих бюлетенів — 3,97%.